# Respiratorische Alkalose
Die respiratorische Alkalose ist eine Störung des Säure-Basen-Haushalts, bei der der pH-Wert des Blutes als Folge vertiefter Atmung über 7,43 steigt (Alkalose). Mögliche Ursachen sind (psychogene) Hyperventilation, Luft geringen Sauerstoffgehalts (Hochgebirge) oder kompensierte Diffusionsstörungen der Lunge.

## Pathophysiologie
Durch Überreizung des Atemzentrums wird oft und tief ein- und ausgeatmet, sodass sich die Partialdrücke der Atemgase in den Lungenbläschen denen der Umgebungsluft annähern. Dabei sinkt der CO2-Partialdruck in den Lungenbläschen und damit auch im (arteriellen) Blut. Aufgrund des Puffergleichgewichts CO2 + H2O ⇆ H2CO3 ⇆ H+ + HCO3− lässt das entzogene CO2 die Reaktion nach links ablaufen, sodass dem Blut H+ (Säure) entzogen wird.

## Gefahr
Bei einer (respiratorischen) Alkalose kann es zu Muskelkrämpfen, sog. Hyperventilationstetanien, kommen. In schweren Fällen kommt es zur Bewusstlosigkeit, weil die das Gehirn versorgenden Gefäße konstringieren.

## Therapie
Bei psychisch bedingter Hyperventilation hilft es häufig, die betroffene Person zu beruhigen und zu einer bewussten (langsameren) Atmung anzuhalten. Gelingt dies nicht, kann der Effekt durch Rückatmung in eine Tüte, einen Beutel oder ein anderes Gefäß reduziert werden. Notfalls können auch die Hände (relativ ineffektiv) benutzt werden. Durch die Rückatmung der ausgeatmeten, CO2-reichen Luft kann der Patient das CO2 wieder aufnehmen, der pH-Wert stabilisiert sich und die Symptome gehen zurück. In schweren Fällen muss der Patient sediert werden, z. B. mit Midazolam oder  Diazepam.